# Cassephyra griseolineata
Cassephyra griseolineata là một loài bướm đêm trong họ Geometridae.